# Trichotithonus tenebrosus
Trichotithonus tenebrosus är en skalbaggsart som beskrevs av Monné 1990. Trichotithonus tenebrosus ingår i släktet Trichotithonus och familjen långhorningar. Inga underarter finns listade i Catalogue of Life.